# Annelie Ehrhardt
Annelie Ehrhardt, tidigare Jahns (fram till 1970), född 18 juni 1950 i Ohrsleben i Hötensleben, Sachsen-Anhalt, död 22 oktober 2024, var en tysk friidrottare som under 1970-talet tävlade för Östtyskland på 100 meter häck.
Ehrhardt tillhörde grenens första pionjärer och hon var med vid europmästerskapet 1971 där hon blev tvåa efter landsmaninnan Karin Balzer. Året efter dominerade Ehrhardt grenen med två världsrekord och seger vid olympiska sommarspelen 1972. Vid europamästerskapet 1974 vann Ehrhardt på tiden 12,66 vilket var ett nytt mästerskapsrekord.